# Bombus hortorum
Il bombo degli orti (Bombus hortorum Linnaeus, 1761) è un insetto imenottero della famiglia delle Apidae.

## Descrizione

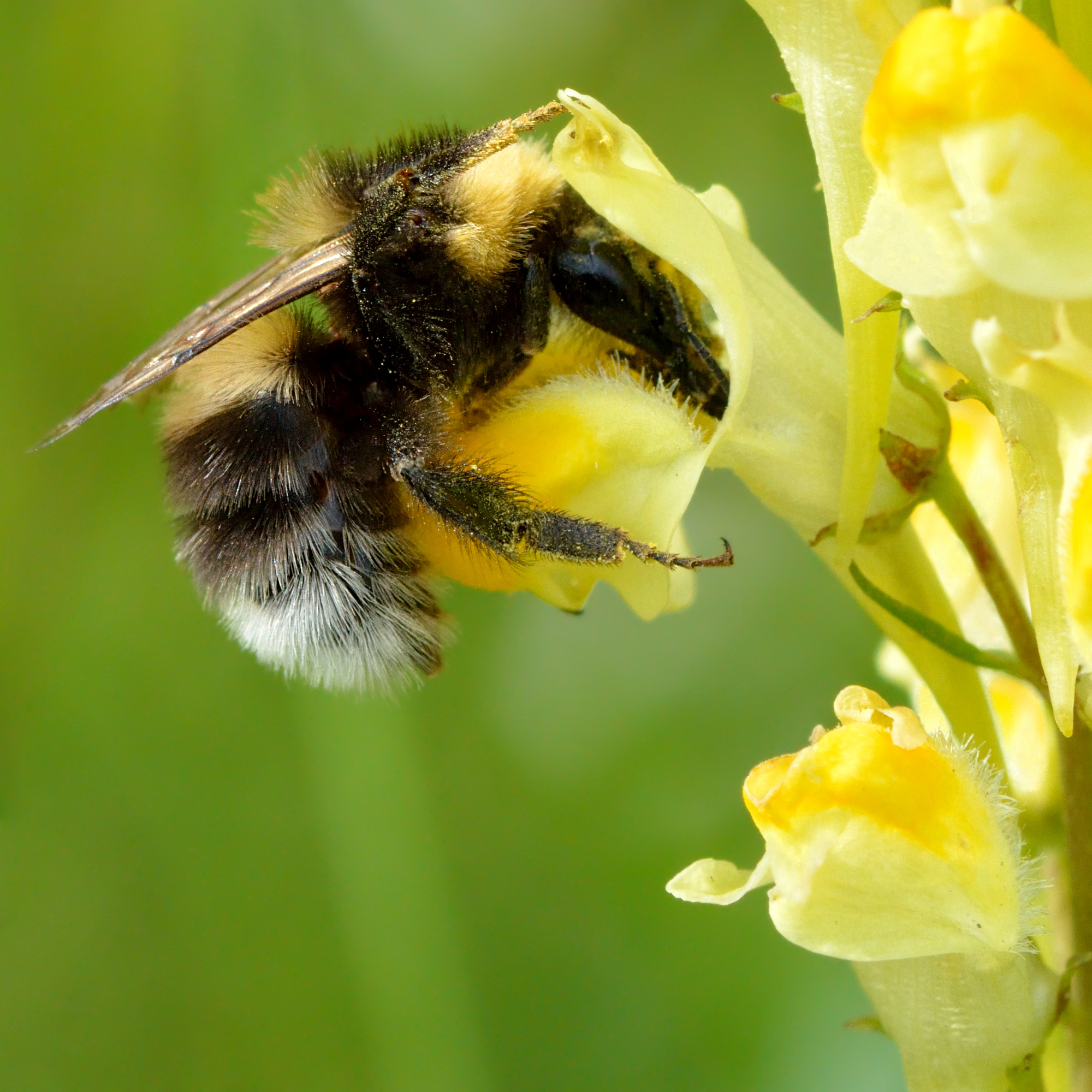
Bombus hortorum in azione su Linaria vulgaris.

È un bombo di notevoli dimensioni: la regina raggiunge lunghezze di 17-20 mm con una apertura alare di 35-38 mm; le operaie e i maschi sono leggermente più piccoli; i maschi sono privi di pungiglione. La loro livrea è nera con una banda gialla tra capo e torace, una stretta banda gialla sullo scutello, e una terza banda gialla su primo e secondo tergite; la coda è bianca. Possiede una lingua molto lunga, oltre 15 mm, con la quale raccoglie il nettare.

## Biologia
Sono insetti sociali che formano colonie di alcune decine di esemplari, suddivisi in tre "caste": una regina (la femmina riproduttiva), le operaie (femmine non riproduttive) e i maschi.
È l'insetto impollinatore di numerose specie floreali tra cui l'orchidea Himantoglossum robertianum, una specie non nettarifera che però ospita numerose colonie dell'afide Dysaphis tulipae, la cui melata funge da attrattiva per il bombo .
I nidi di B. hortorum sono spesso parassitati da Bombus barbutellus che vi depone le proprie uova.
Altri parassiti sono le larve di Physocephala rufipes e Sicus ferrugineus (Diptera: Conopidae).

## Distribuzione e habitat
La specie ha un ampio areale che abbraccia l'ecozona paleartica; è stato introdotto in Nuova Zelanda e in Florida.